# Joseph Armitage Robinson

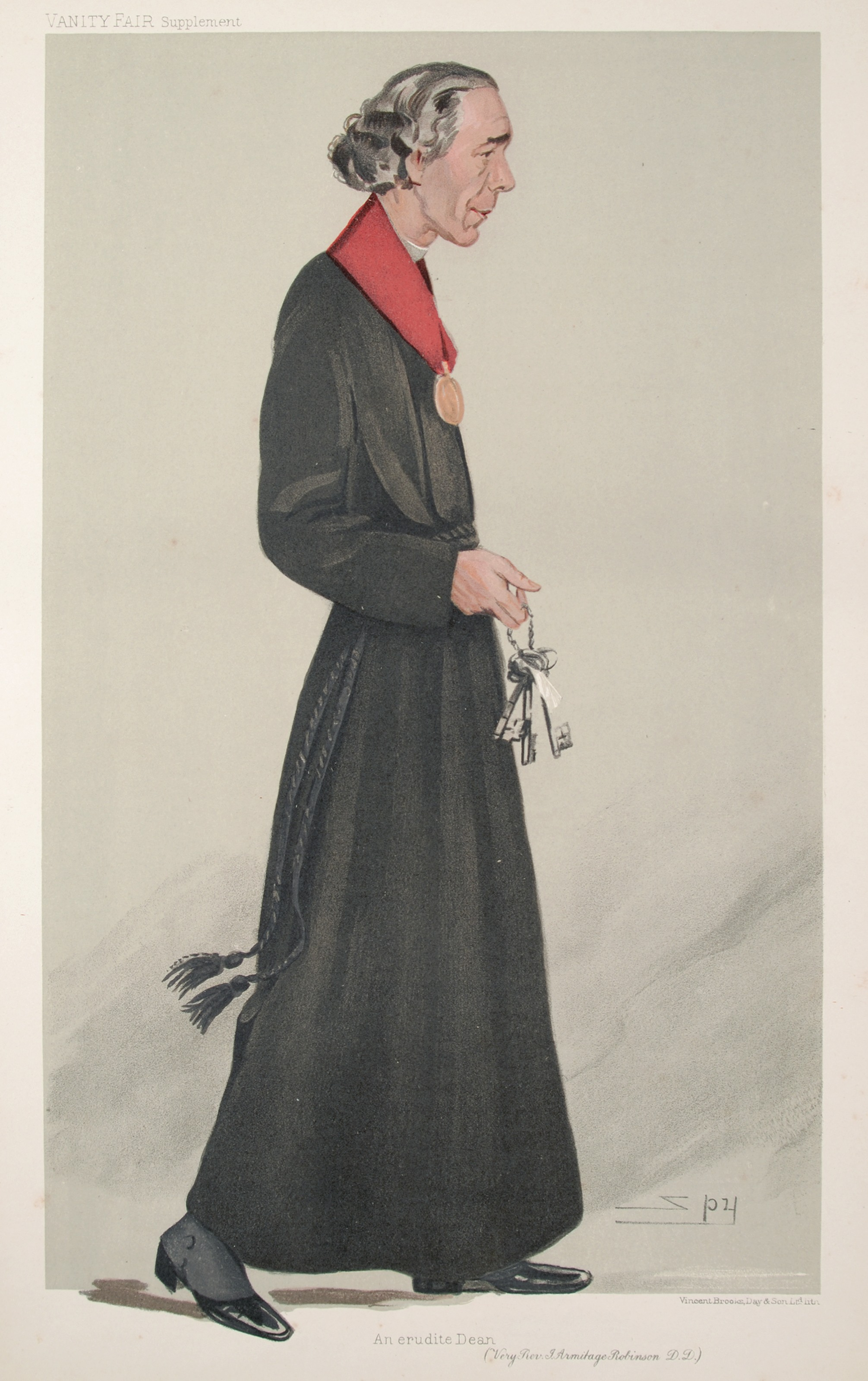
Joseph Armitage Robinson

Joseph Armitage Robinson (1858-1933) fue un sacerdote anglicano, deán de Westminster primero y de Wells después, y un destacado erudito cristiano, perteneciente al Christ's College, Cambridge. Robinson fue el fundador de la serie Text and Studies creada según el modelo Text und Untersuchen que poco antes habían promovido en Alemania Adolf von Harnack y Oskar Leopold von Gebhardt. Participó activamente junto con James Rendel Harris en la publicación de la Apología de Arístides de la cual encontró una recensión griega. Asimismo se destacó en la investigación de la Didaché, de la cual fue uno de sus principales detractores.

## Obras
- The Lausiac History of Palladius (Texts and Studies, vol. vi),Cambridge 1904.
- The Lausiac History of Palladius, 1918. (Con Cuthbert Butler)
- Two Glastonbury Legends: King Arthur and Joseph of Arimathaea, Cambridge 1926